# Rofecoxib
Rofecoxibul este un medicament din clasa coxibilor, clasa care face parte din antiinflamatoare nesteroidiene selective , sau specifice COX2 retras din farmacii în anul 2004.La timpul retragerii sale era singurul coxib cu efecte gastrointestinale mult atenuate comparativ cu alte AINS. Acest lucru s-a constatat în cursul studiului VIGOR(Vioxx GI Outcomes Research) care a studiat rofecoxibul comparativ cu naproxenul.(Bombardier et al., 2000).

### Mod de acțiune
Rofecoxibul este un antiinflamator nesteroidian, care inhibă izoforma COX2, fapt ce ar explica riscul crescut de boli cardiovasculare la pacienții aflati sub tratament cu rofecoxib. COX 2 este implicată în sinteza de prostaglandine, iar inhibarea acesteia duce la scăderea producției de prostaglandine în celule endoteliale și care conduce la vasorelaxare. Alte studii asociază cardiotoxicitatea anhidridei maleice formată în urma metabolismului rofecoxibului(Reddy & Corey, 2005).

### Efecte adverse
Studiul VIGOR (2000), a indicat o creștere de circa 4 ori a infarctului de miocard acut la pacienții tratați cu rofecoxib, comparativ cu pacienții tratați cu naproxen (0,4% comparativ cu 0,1%), mai ales incepînd cu a 12-a lună de tratament.Creșterea riscului se pare că începea cu a 2-a lună de tratament. 
Nu au fost diferențe notabile în ceea ce privește decesul din cauza fenomenelor cardiovasculare (infarct de miocard acut)între cele 2 grupuri de pacienți. Diferențele au fost înregistrate în cazul pacienților cu risc înalt de atac cardiac, aceștia îndeplinind criteriile de profilaxie prin doze mici de aspirină a efectelor secundare (antecedente de infarct miocardic, accident cerebrovascular, atacuri ischemice tranzitorii sau bypass coronarian.
Specialiștii Merck sugerează faptul că însuși naproxenul este un protector cardiac, cu toate că multe studii efectuate (Karha and Topol, 2004; Solomon et al., 2002) au arătat că naproxenul are nevoie de 3 ori mai mult timp comparativ cu aspirina pentru a avea un efect antiagregant plachetar . 
Rezultatele studiului VIGOR au fost comunicate FDA din SUA, care în aprilie 2002 introduce atenționări cu privire la prescrierea rofecoxibului mai ales la persoanele cu risc crescut de efecte cardiovasculare (atac de cord si stroke). După publicarea rezultatelor studiului VIGOR în NEJM (New England Journal of Medicine), editorii revistei demonstrează că anumite date raportate FDA nu au fost incluse în articolul din NEJM. 
Mai tîrziu s-a demonstrat că datele referitoare la efectele cardiace erau disponibile cu cîteva luni înainte de publicarea studiului; ca urmare editorii revistei scriu un editorial în care acuză autorii de tăinuire de date importante(Curfman et al, 2006a). Editorii au arătat "cu mai multe luni înainte de publicarea articolului cel puțin 2 autori erau îngrijorați cu ptivire la datele critice referitoare la efectele cardiovasculare care nu au fost incluse în studiul VIGOR". Aceste date se refereau la 3 cazuri de atac de cord, cazuri care creșteau riscul de la 4,25 la 5 . Toate atacurile de cord au fost întilnite în grupul cu risc scăzut de atac cardiac grupul "aspirin not indicated". Riscul relativ al infarctului de miocard vs. aspirină nu au indicat creșterea de la 2,25 la 3 , de asemenea nepublicarea de către Merck a riscului fenomenelor tromboembolice (de circa 2 ori).

### Studiul Alzheimer
În 2000 și 2001, firma Merck conduce cîteva studii referitoare la rofecoxib, pentru a determina dacă acest medicament poate încetini maladia Alzheimer. 
Studiul s-a desfășurat pe circa 3000 pacienți, utilizînd rofecoxib versus placebo. Studiul a găsit o rată înaltă a mortalității la pacienții tratați cu rofecoxib, cu toate că aceste morți nu au fost din cauze cardiace. Nu s-au găsit rate crescute de risc cardiovascular (Konstam si colab. 2001). Înainte de 2004 firma Merck citează acest studiu ca dovadă a siguranței rofecoxibului.

### Studiul APPROVE
Studiul APPROVE (Adenomatous Polyp PRevention On Vioxx) început tot în anul 2001 tot de către firma Merck pentru a testa eficacitatea rofecoxibului pentru profilaxia polipilor colorectali. La acea vrema celecoxibul era deja presscris pentru această boală și se spera că și rofecoxibul va avea același efect. Studiul a arătat o creștere a riscului de accidente cardiovasculare (inclusiv infarct de miocard si stroke), risc care este mai pronunțat mai ales după a 18-a lună de tratament cu rofecoxib. 
La pacienții tratați cu rofecoxib vs. placebo rsicul relativ a fost de 1,92 (rofecoxib 1,50 vs placebo 0,78 la 100 pacienți). Rezultatele din primele 180 luni de tratament nu au arătat o creștere semnificativă a riscului de accidente cardiovasculare; mai mult mortalitatea era aproape egală la loturile cu rofecoxib și placebo. Per total studiul a sugerat că utilizarea pe termne lung a rofecoxibului aproape dubleaza riscul atacului cardiac sau stroke comparativ cu placebo.

### Phase III
Phase III, studiu de trial clinic a arătat de asemenea nici o creștere semnificativă a riscului de efecte cardiovasculare în primele 9 luni de tratament cu rofecoxib (Merck 2004). De asemenea studiul "090" a arătat o creștere de circa 3 ori a fenomenelor cardiovasculare comparativ cu placebo , o creștere de 7 ori comparativ cu nabumetona(un alt AINS) și o creștere de 8 ori a atacului de cord și stroke combinate și comparate cu ambele loturi. Alte studii mai mici ca amploare au arătat același lucru, obligînd firma Merck la desfășurarea unui studiu de siguranța cardiovasculară. 
Alte observații independente u arătat și ele riscurile crescute cardiovasculare la tratamntul cu rofecoxib pe o perioadă mai lungă. De exemplu studiul desfășuart în Canada pe 113000 pacienți a demonstrat o creștere semnificativă a riscului de atac cardiac de la 1,24 (utilizare normală pe o perioadă scurtă) la 1,73 (doze crescute) )(Levesque 2005).Alte studii au găsit o creștere de la 1,47 (doze mici) la 3,58 (doze crescute) versus celecoxib, cu toate că datorită numarului mic de subiecți nu a fost semnificativ din punct de vedere statistic (Graham, 2005).
Ca urmare a acestor studii firma Merck este obligată să retragă produsul Vioxx dion farmacii, retragere care a început pe data de 30 septembrie 2004, retragerea fiind la nivel mondial.
În 23 septembrie firma Merck primește rezultatele încă unui studiu desfășurat sub egida FDA, care întărește rezultatele celorlalte studii cu privire la creșterea riscului de atac cardiac (Grassley 2004), pe baza căruia FDA estimeaza un număr de 88000-139000 de atacuri cardiace, cu o rată a mortalității de 30-40%, număr ce se înregistra la circa 5 ani de la punerea pe piață.
În noiembrie revista Lancet publică o analiză detaliată a studiilor asupra rofecoxibului și a siguranței sale. Autorii articolului concluzionează, că produsul trebuia retras de pe piață cu cîțiva ani înainte. În editorialul revistei, atît firma Merck cît și FDA sunt acuzate de menținerea produsului pe piață cu toate că se cunoșteau efectele sale cardiotoxice. În replică firma Merck arată rezultatele studiilor care arătau că nu există o creștere a riscului cardiovascular în cursul tratamnetului cu rofecoxib (Merck si Co 2004).
În anul 2005 autoritățile americane și canadiene încurajeazăre introducerea pe piață a Vioxx-ului, afirmînd că beneficiile sunt mult mai mari comparativ cu riscurile. În Canada se afirmă chiar că riscul cardiovascular întîlnit la rofecoxib nu este mai mare decît cel înzîlnit la ibuprofen.În ciuda acestor reacții pozitive firma Merck nu reintroduce produsul pe piață
În 2005 moartea lui Robert Ernst obligă firma Merck la plata unei despăgubiri de $253.4 milioane $ , după ce s-a demonstrat ca rofecoxibul utilizat către acesta a fost cauza atacului de cord care a dus la deces.
În prezent se pare că sunt mai mult de 10 000 procese intentate firmei de către utilizatorii rofecoxibului. În Europa, Comisia Europeană a cerut EMEA (European Agency for the Evaluation of Medicinal Products ), ca măsură de prevedere o reevaluare a tututor produselor din gama coxibi, în special urmărirea efectelor trombotice (infarct de miocard) și a celor cardioi-renale de tip HTA și edem cardiac . (Doc Ref EMEA /117908/2004)